# Campionato mondiale di hockey su ghiaccio Under-20 2007
Il 31º Campionato mondiale di hockey su ghiaccio U-20 è stato assegnato dall'International Ice Hockey Federation alla Svezia, che lo ha ospitato nelle città di Leksand e Mora nel periodo tra il 26 dicembre 2006 e il 5 gennaio 2007. Questa è la quinta volta che il torneo viene ospitato nel paese dopo i campionati del 1979, del 1984, del 1993 e nel 2000. Rispetto alla precedente edizione nella fase a gironi si è passato ad un diverso sistema di punteggi, che prevede la possibilità degli overtime. Passano da due a tre i punti conquistati dalla squadra che vince entro il tempo regolamentare, mentre dopo il sessantesimo minuto due punti vanno alla squadra vincente, ed uno a quella perdente, mentre nessun punto va a chi perde nell'arco dei tre tempi. Nella finale il Canada ha sconfitto la Russia per 4-2 e si è aggiudicato il terzo titolo consecutivo, portando il numero di successi a tredici, dieci anni dopo l'ultimo successo in Europa nell'edizione 1997.

## Campionato di gruppo A

### Stadi
- La Ejendals Arena di Leksand è stata inaugurata nel 2005 ed ospita le partite casalinghe del Leksands IF, squadra militante nella seconda divisione nazionale, la Hockeyallsvenskan. Possiede 7.650 posti a sedere.
- La FM Mattsson Aren di Mora è stata costruita nel 1967, ed ospita i match interni del Mora IK, anch'essa squadra di seconda divisione, e può ospitare fino a 4.500 spettatori.

### Partecipanti
Al torneo prendono parte 10 squadre:
| 8 dall'Europa     | Bielorussia | Finlandia   | Germania | Rep. Ceca |
| 8 dall'Europa     | Russia      | Slovacchia  | Svezia   | Svizzera  |
| 2 dal Nordamerica | Canada      | Stati Uniti |          |           |

### Gironi preliminari
Le dieci squadre partecipanti sono state divise in due gironi da 5 cinque squadre ciascuno: le compagini che si classificano al primo posto nel rispettivo girone si qualificano direttamente alle semifinali. La seconda e la terza classifica di ciascun raggruppamento disputano invece i quarti di finale. La quarta e la quinta giocano infine un ulteriore girone al termine del quale le ultime due classificate vengono retrocesse in Prima Divisione.

#### Girone A
| Leksand 26 dicembre 2006, ore 15:00 UTC+1 | Germania | 2 – 1 (d.t.s.) (1-0; 0-0; 0-1) referto | Stati Uniti | Ejendals Arena (2.462 spett.) |

| Leksand 26 dicembre 2006, ore 19:00 UTC+1 | Svezia | 0 – 2 (0-1; 0-1; 0-0) referto | Canada | Ejendals Arena (7.650 spett.) |

| Leksand 27 dicembre 2006, ore 19:00 UTC+1 | Slovacchia | 2 – 4 (1-2; 1-0; 0-2) referto | Germania | Ejendals Arena (495 spett.) |

| Mora 27 dicembre 2006, ore 19:30 UTC+1 | Canada | 6 – 3 (2-0; 1-2; 3-1) referto | Stati Uniti | FM Mattsson Arena (3.539 spett.) |

| Mora 28 dicembre 2006, ore 19:30 UTC+1 | Slovacchia | 3 – 6 (2-2; 1-1; 0-3) referto | Svezia | FM Mattsson Arena (4.037 spett.) |

| Leksand 29 dicembre 2006, ore 19:00 UTC+1 | Germania | 1 – 3 (0-1; 1-1; 0-1) referto | Canada | Ejendals Arena (1.284 spett.) |

| Leksand 30 dicembre 2006, ore 17:00 UTC+1 | Stati Uniti | 6 – 1 (2-0; 2-0; 2-1) referto | Slovacchia | Ejendals Arena (789 spett.) |

| Mora 30 dicembre 2006, ore 17:00 UTC+1 | Svezia | 3 – 1 (1-0; 1-1; 1-0) referto | Germania | FM Mattsson Arena (3.801 spett.) |

| Leksand 31 dicembre 2006, ore 13:00 UTC+1 | Canada | 3 – 0 (2-0; 1-0; 0-0) referto | Slovacchia | Ejendals Arena (1.434 spett.) |

| Leksand 31 dicembre 2006, ore 17:00 UTC+1 | Stati Uniti | 3 – 2 (d.t.s.) (0-0; 2-1; 0-1) referto | Svezia | Ejendals Arena (4.297 spett.) |

| Pos. |             | PG | V | VOT | POT | P | GF | GS | DR  | Pt | Accede a             |
| 1.   | Canada      | 4  | 4 | 0   | 0   | 0 | 14 | 4  | +10 | 12 | Semifinali           |
| 2.   | Svezia      | 4  | 2 | 0   | 1   | 1 | 11 | 9  | +2  | 7  | Quarti di finale     |
| 3.   | Stati Uniti | 4  | 1 | 1   | 1   | 1 | 13 | 11 | +2  | 6  | Quarti di finale     |
| 4.   | Germania    | 4  | 1 | 1   | 0   | 2 | 8  | 9  | -1  | 5  | Girone Retrocessione |
| 5.   | Slovacchia  | 4  | 0 | 0   | 0   | 4 | 6  | 19 | -13 | 0  | Girone Retrocessione |

#### Girone B
| Mora 26 dicembre 2006, ore 15:00 UTC+1 | Bielorussia | 4 – 3 (1-1; 0-1; 3-1) referto | Finlandia | FM Mattsson Arena (1.004 spett.) |

| Mora 26 dicembre 2006, ore 19:00 UTC+1 | Rep. Ceca | 2 – 3 (1-0; 0-2; 1-1) referto | Russia | FM Mattsson Arena (1.065 spett.) |

| Mora 27 dicembre 2006, ore 16:00 UTC+1 | Svizzera | 4 – 1 (0-1; 2-0; 2-0) referto | Bielorussia | FM Mattsson Arena (954 spett.) |

| Mora 28 dicembre 2006, ore 16:00 UTC+1 | Finlandia | 6 – 2 (0-1; 3-1; 3-0) referto | Rep. Ceca | FM Mattsson Arena (1.458 spett.) |

| Leksand 28 dicembre 2006, ore 19:00 UTC+1 | Russia | 6 – 0 (0-0; 2-0; 4-0) referto | Svizzera | Ejendals Arena (481 spett.) |

| Mora 29 dicembre 2006, ore 17:00 UTC+1 | Bielorussia | 1 – 6 (0-3; 1-2; 0-1) referto | Russia | FM Mattsson Arena (956 spett.) |

| Mora 30 dicembre 2006, ore 13:00 UTC+1 | Finlandia | 4 – 0 (2-0; 1-0; 1-0) referto | Svizzera | FM Mattsson Arena (1.154 spett.) |

| Leksand 30 dicembre 2006, ore 13:00 UTC+1 | Rep. Ceca | 2 – 1 (1-0; 0-1; 1-0) referto | Bielorussia | Ejendals Arena (401 spett.) |

| Mora 31 dicembre 2006, ore 13:00 UTC+1 | Russia | 5 – 0 (2-0; 2-0; 1-0) referto | Finlandia | FM Mattsson Arena (1.004 spett.) |

| Mora 31 dicembre 2006, ore 18:00 UTC+1 | Svizzera | 2 – 4 (1-3; 1-0; 0-1) referto | Rep. Ceca | FM Mattsson Arena (716 spett.) |

| Pos. |             | PG | V | VOT | POT | P | GF | GS | DR  | Pt | Accede a             |
| 1.   | Russia      | 4  | 4 | 0   | 0   | 0 | 20 | 3  | +17 | 12 | Semifinali           |
| 2.   | Finlandia   | 4  | 2 | 0   | 0   | 2 | 13 | 11 | +2  | 6  | Quarti di finale     |
| 3.   | Rep. Ceca   | 4  | 2 | 0   | 0   | 2 | 10 | 12 | -2  | 6  | Quarti di finale     |
| 4.   | Svizzera    | 4  | 1 | 0   | 0   | 4 | 6  | 15 | -9  | 3  | Girone Retrocessione |
| 5.   | Bielorussia | 4  | 1 | 0   | 0   | 4 | 7  | 15 | -8  | 3  | Girone Retrocessione |

### Girone per non retrocedere
Le ultime due classificate di ogni raggruppamento si sfidano in un girone all'italiana di sola andata. Le prime due classificate guadagnano la permanenza nel Gruppo A, mentre le ultime vengono retrocesse in Prima Divisione. Le sfide tra squadre provenienti dallo stesso girone si disputano, ma tutte le squadre ereditano i punti e la differenza reti delle partite precedentemente giocate. Pertanto Germania e Svizzera partono da 3 punti in virtù delle vittorie rispettivamente su Slovacchia e Bielorussia.
| Mora 2 gennaio 2007, ore 16:00 UTC+1 | Svizzera | 2 – 1 (1-0; 0-1; 1-0) referto | Slovacchia | FM Mattsson Arena (869 spett.) |

| Mora 3 gennaio 2007, ore 16:00 UTC+1 | Germania | 1 – 3 (1-0; 0-1; 0-2) referto | Bielorussia | FM Mattsson Arena (701 spett.) |

| Mora 4 gennaio 2007, ore 16:00 UTC+1 | Bielorussia | 0 – 9 (0-3; 0-4; 0-2) referto | Slovacchia | FM Mattsson Arena (514 spett.) |

| Mora 4 gennaio 2007, ore 19:30 UTC+1 | Germania | 3 – 5 (2-2; 0-2; 1-1) referto | Svizzera | FM Mattsson Arena (702 spett.) |

| Pos. |             | PG | V | VOT | POT | P | GF | GS | DR  | Pt |
| 1.   | Svizzera    | 3  | 3 | 0   | 0   | 0 | 11 | 5  | +6  | 9  |
| 2.   | Slovacchia  | 3  | 1 | 0   | 0   | 2 | 12 | 6  | +6  | 3  |
| 3.   | Germania    | 3  | 1 | 0   | 0   | 2 | 8  | 10 | -2  | 3  |
| 4.   | Bielorussia | 3  | 1 | 0   | 0   | 2 | 4  | 14 | -10 | 3  |

### Fase ad eliminazione diretta
|  | Quarti di finale | Quarti di finale | Quarti di finale |  |  | Semifinali | Semifinali  | Semifinali |  |  | Finali          | Finali          | Finali          |
|  |                  |                  |                  |  |  |            |             |            |  |  |                 |                 |                 |
|  |                  |                  |                  |  |  | A1         | Canada      | 2          |  |  |                 |                 |                 |
|  | B2               | Finlandia        | 3                |  |  | A3         | Stati Uniti | 1          |  |  |                 |                 |                 |
|  | A3               | Stati Uniti      | 6                |  |  |            |             |            |  |  | A1              | Canada          | 4               |
|  |                  |                  |                  |  |  |            |             |            |  |  | B1              | Russia          | 2               |
|  |                  |                  |                  |  |  | B1         | Russia      | 4          |  |  |                 |                 |                 |
|  | A2               | Svezia           | 5                |  |  | A2         | Svezia      | 2          |  |  | Finale 3° posto | Finale 3° posto | Finale 3° posto |
|  | B3               | Rep. Ceca        | 1                |  |  |            |             |            |  |  | A2              | Svezia          | 1               |
|  |                  |                  |                  |  |  |            |             |            |  |  | A3              | Stati Uniti     | 2               |

#### Quarti di finale
| Mora 2 gennaio 2007, ore 19:30 UTC+1 | Finlandia | 3 – 6 (0-1; 2-1; 1-4) referto | Stati Uniti | FM Mattsson Arena (1.456 spett.) |

| Leksand 2 gennaio 2007, ore 19:30 | Svezia | 5 – 1 (2-1; 2-0; 1-0) referto | Rep. Ceca | Ejendals Arena (3.313 spett.) |

#### Semifinali
| Leksand 3 gennaio 2007, ore 16:00 UTC+1 | Canada         | 1 – 1 (d.t.s.) (0-0; 1-0; 0-1; 0-0) referto | Stati Uniti | Ejendals Arena (2.376 spett.) |
| Shootout 1 – 0                          |                |                                             |             |                               |
|                                         |                |                                             |             |                               |
|                                         | Shootout 1 – 0 |                                             |             |                               |

| Leksand 3 gennaio 2007, ore 19:30 UTC+1 | Russia | 4 – 2 (2-1; 1-0; 1-1) referto | Svezia | Ejendals Arena (5.354 spett.) |

#### Finale per il 5º posto
| Leksand 4 gennaio 2007, ore 19:30 UTC+1 | Rep. Ceca | 6 – 2 (2-1; 3-1; 1-0) referto | Finlandia | Ejendals Arena (369 spett.) |

#### Finale per il 3º posto
| Leksand 5 gennaio 2007, ore 16:00 UTC+1 | Svezia | 1 – 2 (0-1; 1-1; 0-0) referto | Stati Uniti | Ejendals Arena (3.635 spett.) |

#### Finale
| Leksand 5 gennaio 2007, ore 19:30 UTC+1 | Canada | 4 – 2 (3-0; 1-2; 0-0) referto | Russia | Ejendals Arena (5.223 spett.) |

### Classifica marcatori
| Giocatore         | PG | G | A | Pt | +/- | MP |
| ----------------- | -- | - | - | -- | --- | -- |
| Erik Johnson      | 7  | 4 | 6 | 10 | +3  | 16 |
| Mikko Lehtonen    | 6  | 4 | 6 | 10 | +1  | 0  |
| Perttu Lindgren   | 6  | 2 | 8 | 10 | +1  | 8  |
| Patrick Kane      | 7  | 5 | 4 | 9  | +2  | 4  |
| Alexei Cheperanov | 6  | 5 | 3 | 8  | +2  | 2  |
| Oskar Osala       | 6  | 5 | 3 | 8  | +2  | 4  |
| Felix Schütz      | 6  | 5 | 3 | 8  | +3  | 8  |
| Vladimir Sobotka  | 6  | 4 | 4 | 8  | +2  | 12 |
| Alexander Bumagin | 6  | 2 | 6 | 8  | +1  | 16 |
| Jonathan Toews    | 6  | 4 | 3 | 7  | +1  | 12 |

### Classifica portieri
| Giocatore        | Min    | TC  | GS | SO | MGS  | Sv%   |
| ---------------- | ------ | --- | -- | -- | ---- | ----- |
| Carey Price      | 370:00 | 179 | 7  | 2  | 1.14 | 96.09 |
| Jeff Frazee      | 313:16 | 147 | 9  | 0  | 1.72 | 93.88 |
| Semyon Varlamov  | 358:12 | 136 | 9  | 2  | 1.51 | 93.38 |
| Joel Gistedt     | 275:34 | 102 | 9  | 0  | 1.96 | 91.18 |
| Branislav Konrad | 308:56 | 117 | 11 | 1  | 2.44 | 90.60 |

### Classifica finale
| Pos | Squadra     |
| --- | ----------- |
| 1   | Canada      |
| 2   | Russia      |
| 3   | Stati Uniti |
| 4   | Svezia      |
| 5   | Rep. Ceca   |
| 6   | Finlandia   |
| 7   | Svizzera    |
| 8   | Slovacchia  |
| 9   | Germania    |
| 10  | Bielorussia |

| Promosse nel Gruppo A:         | Danimarca | Kazakistan  |
| Retrocesse in Prima Divisione: | Germania  | Bielorussia |

#### Riconoscimenti
Riconoscimenti individuali
| Premio                  | Giocatore         |
| ----------------------- | ----------------- |
| Miglior giocatore (MVP) | Carey Price       |
| Miglior portiere        | Carey Price       |
| Miglior difensore       | Erik Johnson      |
| Miglior attaccante      | Alexei Cherepanov |

All-Star Team
| Attacco:  | Alexei Cherepanov – Jonathan Toews – Pat Kane |
| Difesa:   | Erik Johnson – Kristopher Letang              |
| Portiere: | Carey Price                                   |

## Prima Divisione
Il Campionato di Prima Divisione si è svolto in due gironi all'italiana. Il Gruppo A ha giocato a Odense, in Danimarca, fra l'11 e il 16 dicembre 2006. Il Gruppo B ha giocato a Torre Pellice, in Italia, fra l'11 e il 16 dicembre 2006:

### Gruppo A
| Pos. |           | PG | V | VOT | POT | P | GF | GS | DR  | Pt |
| 1.   | Danimarca | 5  | 4 | 0   | 0   | 1 | 23 | 11 | +12 | 12 |
| 2.   | Ucraina   | 5  | 4 | 0   | 0   | 1 | 29 | 13 | +16 | 12 |
| 3.   | Lettonia  | 5  | 4 | 0   | 0   | 1 | 15 | 9  | +6  | 12 |
| 4.   | Polonia   | 5  | 2 | 0   | 0   | 3 | 14 | 21 | -7  | 6  |
| 5.   | Slovenia  | 5  | 1 | 0   | 0   | 4 | 12 | 19 | -7  | 3  |
| 6.   | Estonia   | 5  | 0 | 0   | 0   | 5 | 5  | 25 | -20 | 0  |

### Gruppo B
| Pos. |             | PG | V | VOT | POT | P | GF | GS | DR | Pt |
| 1.   | Kazakistan  | 5  | 3 | 1   | 0   | 1 | 14 | 9  | +5 | 11 |
| 2.   | Austria     | 5  | 3 | 0   | 1   | 1 | 18 | 15 | +3 | 10 |
| 3.   | Regno Unito | 5  | 3 | 0   | 0   | 2 | 15 | 13 | +2 | 9  |
| 4.   | Francia     | 5  | 2 | 0   | 1   | 2 | 15 | 17 | -2 | 7  |
| 5.   | Norvegia    | 5  | 1 | 1   | 0   | 3 | 15 | 14 | +1 | 5  |
| 6.   | Italia      | 5  | 1 | 0   | 0   | 4 | 8  | 17 | -9 | 3  |

| Promosse nel Gruppo A:           | Danimarca | Kazakistan |
| Retrocesse in Seconda Divisione: | Estonia   | Italia     |

## Seconda Divisione
Il Campionato di Seconda Divisione si è svolto in due gironi all'italiana. Il Gruppo A ha giocato a Miercurea Ciuc, in Romania, fra l'11 e il 17 dicembre 2006. Il Gruppo B ha giocato a Elektrėnai, in Lituania, fra il 10 e il 16 dicembre 2006:

### Gruppo A
| Pos. |           | PG | V | VOT | POT | P | GF | GS | DR  | Pt |
| 1.   | Ungheria  | 5  | 5 | 0   | 0   | 0 | 52 | 12 | +40 | 15 |
| 2.   | Romania   | 5  | 3 | 1   | 0   | 1 | 23 | 13 | +10 | 11 |
| 3.   | Croazia   | 5  | 3 | 0   | 1   | 1 | 23 | 16 | +7  | 10 |
| 4.   | Spagna    | 5  | 2 | 0   | 0   | 3 | 16 | 30 | -14 | 6  |
| 5.   | Islanda   | 5  | 1 | 0   | 0   | 4 | 13 | 35 | -22 | 3  |
| 6.   | Australia | 5  | 0 | 0   | 0   | 5 | 11 | 32 | -21 | 0  |

### Gruppo B
| Pos. |               | PG | V | VOT | POT | P | GF | GS | DR  | Pt |
| 1.   | Lituania      | 5  | 4 | 1   | 0   | 0 | 30 | 7  | +23 | 14 |
| 2.   | Paesi Bassi   | 5  | 3 | 0   | 2   | 0 | 30 | 13 | +17 | 10 |
| 3.   | Giappone      | 5  | 2 | 2   | 0   | 1 | 31 | 14 | +17 | 8  |
| 4.   | Corea del Sud | 5  | 1 | 0   | 1   | 3 | 13 | 18 | -5  | 4  |
| 5.   | Messico       | 5  | 1 | 0   | 0   | 4 | 7  | 37 | -30 | 3  |
| 6.   | Serbia        | 5  | 1 | 0   | 0   | 4 | 12 | 34 | -22 | 3  |

| Promosse in Prima Divisione:   | Ungheria  | Lituania |
| Retrocesse in Terza Divisione: | Australia | Serbia   |

## Terza Divisione
Il Campionato di Terza Divisione si è svolto si è svolto in un unico girone all'italiana ad Ankara, in Turchia, fra l'8 e il 14 gennaio 2007:
| Pos. |               | PG | V | VOT | POT | P | GF | GS | DR  | Pt |
| 1.   | Cina          | 5  | 4 | 1   | 0   | 0 | 37 | 12 | +25 | 14 |
| 2.   | Belgio        | 5  | 4 | 0   | 1   | 0 | 38 | 12 | +26 | 13 |
| 3.   | Nuova Zelanda | 5  | 2 | 1   | 0   | 2 | 22 | 18 | +4  | 8  |
| 4.   | Armenia       | 5  | 2 | 0   | 1   | 2 | 26 | 27 | -1  | 7  |
| 5.   | Turchia       | 5  | 1 | 0   | 0   | 4 | 9  | 31 | -22 | 3' |
| 6.   | Bulgaria      | 5  | 0 | 0   | 0   | 5 | 13 | 45 | -32 | 0  |

| Promosse in Seconda Divisione:      | Cina      | Belgio |
| Retrocesse dalla Seconda Divisione: | Australia | Serbia |